# Toxidia
Toxidia là một chi bướm ngày thuộc họ Bướm nâu.

## Các loài
- Toxidia andersoni Kirby, 1893
- Toxidia arfakensis Joicey & Talbot, 1917
- Toxidia doubledayi Felder, 1862
- Toxidia inornatus Butler, 1883
- Toxidia melania Waterhouse, 1903
- Toxidia parvulus Plötz, 1884
- Toxidia peron Latreille, 1824
- Toxidia rietmanni Semper, 1879
- Toxidia thyrrhus Mabille, 1891